# Wataru Watari
Wataru Watari (渡 航 Watari Wataru?,  Chiba, 24 de enero de 1987) es un escritor y guionista japonés, más conocido por ser el escritor de las novelas ligeras Yahari Ore no Seishun Love Come wa Machigatteiru y Girlish Number, además de ser colaborador en diferentes obras.

## Vida privada
Watari nació en Chiba, Prefectura de Chiba y suele utilizar referencias de esta prefectura en sus obras. Se graduó de la escuela secundaria en marzo de 2005 antes de asistir y graduarse de la Facultad de Información y Comunicación de la Universidad Meiji en marzo de 2009.
Durante la preparatoria, Watari se unió a un club de voleibol, pero tras presenciar la jerarquía social de muchos clubes, lo dejó y, a partir de entonces, decidió dejar los clubes de la preparatoria y, en su lugar, trabajar a tiempo parcial en restaurantes familiares y tiendas de conveniencia locales. Gracias a esto, hizo pocos amigos y vivió una vida modesta en la preparatoria.
Cuando su obra debut, Ayakashigatari, ganó el 3er Premio Shogakukan Gagaga Bunko en 2009, un juez del premio, Romeo Tanaka, describió el estilo de Watari como "bien estructurado, bien pensado, bien escrito y agudo", y la obra en sí como "una escritura magistral y muy pulida".

## Trayectoria
Su primera novela ligera publicada fue Ayakashigatari (あやかしがたり) en mayo de 2009, que ganó el 3er premio de novela ligera Shōgakukan Gagaga Bunko.
En marzo del 2011 fue publicado por medio de la editorial Shogakukan, en Gagaga Bunko, el primer volumen de Yahari Ore no Seishun Love Come wa Machigatteiru, una serie que gira en torno a un solitario estudiante de instituto llamado Hachiman Hikigaya. Una profesora le propone unirse al "Grupo de acción solidaria", con la joven Yukino Yukinoshita, quien se siente tan sola como él. Esta novela publicó 14 volúmenes en total y 4 recopilaciones de historias cortas, también la serie fue llevada a dos diferentes versiones de manga y tres temporadas de anime, además de tres videojuegos que incluyeron un OVA cada uno. 
Su siguiente trabajo, Kuzu to Kinka no Qualidea, se publicó en enero de 2015. Esta novela, junto con sus secuelas escritas por Kōshi Tachibana y Sō Sagara, se adaptaron al anime en julio de 2016. Dōdemo Ii Sekai Nante: Qualidea Code, otra novela escrita por Watari, se lanzó durante la emisión del anime Qualidea Code.
También es el creador de la novela ligera Girlish Number publicada bajo la editorial ASCII Media Works, en su sección G´s Magazine. Esta novela publicó 3 volúmenes en total y 2 historias cortas, la serie fue llevada a una adaptación al anime la cual contó con 12 episodios en total. La obra tenia también previsto una adaptación animada de su spin-off Girlish Number Shura, pero fue cancelada por TBS y Diomedéa los cuales anunciaron en un comunicado la cancelación de la producción del mismo alegando complicaciones para garantizar la calidad y la agenda de producción del anime volviéndose también dificil la conservación del equipo original y, en consecuencia, forzando al comité de producción a tomar la decisión final de cancelar el proyecto.

## Obras

### Novelas
- Ayakashigatari
- Yahari Ore no Seishun Love Come wa Machigatteiru
- Qualidea Code
  - Kuzu to Kinka no Qualidea
  - Dōdemo Ii Sekai Nante: Qualidea Code
- Girlish Number
- Get Up! Get Live! (2020)